# 11M busz (Budapest)
A budapesti 11M jelzésű autóbusz a Moszkva tér és a Nagybányai út között közlekedett. A járatot a Budapesti Közlekedési Rt. üzemeltette.

## Története
2005 nyarán a 2-es metró felújítása miatt a Moszkva tér állomást lezárták. Ez idő alatt a 11-es járat megosztva járt, az eredeti útvonal mellett 11M jelzésű járat is közlekedett a Moszkva tér és a Nagybányai út között. A 11-es és 11M járatok végállomásai, a Batthyány tér és a Moszkva tér között Állomáspótló busz járt.

## Útvonala
| Nagybányai út felé | Moszkva tér felé |
| --- | --- |
| Moszkva tér vá. – Margit körút – Hattyú utca – Kapás utca – Csalogány utca – Fazekas utca – Horvát utca – Margit körút – Keleti Károly utca – Bimbó út – Alsó Törökvész út – Törökvész út – Nagybányai út vá. | Nagybányai út vá. – Törökvész út – Alsó Törökvész út – Bimbó út – Keleti Károly utca – Margit körút – Horvát utca – Fazekas utca – Csalogány utca – Margit körút – Moszkva tér vá. |

## Megállóhelyei
| 0  | Moszkva tér végállomás                 | 18 | 4, 6, 18, 56, 59, 61 Állomáspótló, 5, 21, 21, 22, 22, 28, 39, 49, 56, 90, 128, 156, 158, Vár |
| 2  | Fazekas utca (↓) Csalogány utca (↑)    | 16 | 11, 39                                                                                       |
| 3  | Margit körút (↓) Horvát utca (↑)       | 15 | 11                                                                                           |
| 5  | Mechwart liget                         | 13 | 4, 6 11                                                                                      |
| 6  | Füge utca                              | 12 | 11                                                                                           |
| 7  | Aranka utca                            | 11 | 11                                                                                           |
| 8  | Ady Endre utca                         | 10 | 11                                                                                           |
| 9  | Alsó Törökvész út (↓) Bimbó út (↑)     | 9  | 11                                                                                           |
| 10 | Eszter utca (↓) Alsó Törökvész út (↑)  | 8  | 11                                                                                           |
| 11 | Vend utca                              | 7  | 11                                                                                           |
| 12 | Pusztaszeri út (↓) Gábor Áron utca (↑) | 6  | 11, 91                                                                                       |
| 13 | Baba utca                              | 5  | 11                                                                                           |
| 14 | Móricz Zsigmond Gimnázium              | 4  | 11                                                                                           |
| 14 | Pitypang utca (↓) Tömörkény utca (↑)   | 3  | 11                                                                                           |
| 15 | Csatárka út (↓) Kapy utca (↑)          | 2  | 11, 29                                                                                       |
| 16 | Vöröstorony lépcső                     | 1  | 11                                                                                           |
| 18 | Nagybányai út végállomás               | 0  | 11                                                                                           |